# Onk Lou
Onk Lou (* 1991 in Ollersdorf; bürgerlich Lukas Weiser) ist ein österreichischer Singer/Songwriter.

## Karriere
Onk Lou wuchs mit seinen drei Geschwistern im niederösterreichischen Ollersdorf (Bezirk Gänserndorf) auf. Zur Musik brachte ihn sein älterer Bruder Constantin Weiser, der selbst als Musiker und Produzent tätig ist. Inspiriert von dessen Band, begann er mit neun Jahren, sich selbst das Gitarre spielen beizubringen. Erste Songwritingversuche und Shows mit der eigenen Band folgten zwei Jahre später.
Nach der Matura entschied sich Onk Lou für eine Solokarriere und ein Germanistikstudium, das er später allerdings für die Musik aufgab. Aus der Schulzeit geblieben ist sein Künstlername, den er als Geschichtenerzähler von seinen Mitschülerinnen und Mitschülern bekam, die ihn damals „Onkel Lukas“ oder auch „Onk Lou“ riefen.
Das erste Album als Onk Lou erschien 2017 unter dem Titel „Bogus“. Weitere Soloreleases folgten mit den EPs „Claws & Paws“ (2018), „Summer Tapes“ (2019) und dem zweiten Album „Quarterlife“ (2020). 2018 war er in der Kategorie "Alternative" für einen Amadeus Austrian Music Award nominiert.
Während des bundesweiten Lockdowns fuhr Onk Lou im Jahr 2020 in 14 Tagen insgesamt 700 Kilometer mit dem Rad, um Konzerte in ganz Österreich zu spielen. Die Reise hielt er in der Dokumentation "Vorhang zu: Konzerte in einer geschlossenen Welt" fest.
Seine aktuelle EP "Before Midnight" erschien im Herst 2023. Die bisher erfolgreichste Single "Like 16" verzeichnete in derselben Zeit erstmals über eine Million Streams auf Spotify.
Im März 2024 gab Onk Lou die Gründung seines eigenen Labels „MoreThanBones Records“ bekannt und kündigte die Veröffentlichung seiner Single „Saturday“ aus dem kommenden Album „Midnight“ an.

## Diskografie

### Alben
- 2017: Bogus
- 2018: Claws & Paws (EP)
- 2019: Summer Tapes (EP)
- 2020: Quarterlife
- 2023: Before Midnight (EP)

### Singles
- 2017: In the Morning
- 2017: Drum Stick Move
- 2020: Grey Goose
- 2020: Natural High
- 2020: Cranes
- 2023: Shake
- 2023: Delight (feat. AVEC)
- 2024: Saturday

### Weitere Veröffentlichungen
- 2018: Home 2.0 (Simon Lewis, Onk Lou)
- 2019: Selbstfindungstrip (Dame feat. Onk Lou)
- 2021: Beast Inside (LOST feat. Einfach Flo & Onk Lou)
- 2022: Breeze (Dame, Onk Lou)